# Дукаджини, Пал
Пал Дукаджини (Павел Дукагин) (1411—1458) — албанский феодал из рода Дукаджини.

## Биография
Вначале Пал Дукаджини и его родственник Николай Дукаджини являлись вассалами Лека Захарии, который признавал вассальную зависимость от Венецианской республики и владел землями под Шкодером.
В 1444 году Николай Дукаджини убил своего сюзерена Лека Захарию. Пал и Николай Дукаджини продолжали владеть своими селами, оставаясь в вассальной зависимости от Венеции.
Пал и Николай были членами Лежской лиги, созданной по инициативе Скандербега для противодействия агрессивной политике Османской империи.
В ноябре 1451 — феврале 1452 года Пал Дукаджини посещал с визитом Венецию. Венецианский сенат принял его просьбу не расширять венецианские владения за Улцинь и Лежу, которые находились близко с его доменом. Венецианский сенат также приказал наместника этих крепостей выплатить Палу Дукаджини за его услуги.
В 1454 году Пал Дукаджини признал себя вассалом неаполитанского короля Альфонсо V Арагонского. Также вассалами Неаполитанского королевства признали себя Георгий Арианити, Гьон Музаки, Георгий Стреши Балшич, Пётр Спани, Топиа Музаки, Петр Химара, Симон Зенебиши и Карло Токо. 21 октября 1454 года Альфонс V сообщил Скандербегу, что Пал Дукаджини отправил своё посольство в Неаполь, заявив о своей вассальной зависимости от Неаполитанского королевство.
Впоследствии вместе с другими албанскими феодалами, такими как Моис Арианити Голем, Николай Дукаджини и Хамза Кастриоти, он отказался от союза со Скандербегом и перешел на сторону османского султана. В 1457 года папа римский Каликст III осуждал епископа Круи за необоснованное отлучение Пала Дукаджини и его подданных от церкви.
Пал Дукаджини скончался в 1457 году, оставив после себя четырех сыновей: Николая, Лека, Прогона и Георгия.